# Самхан

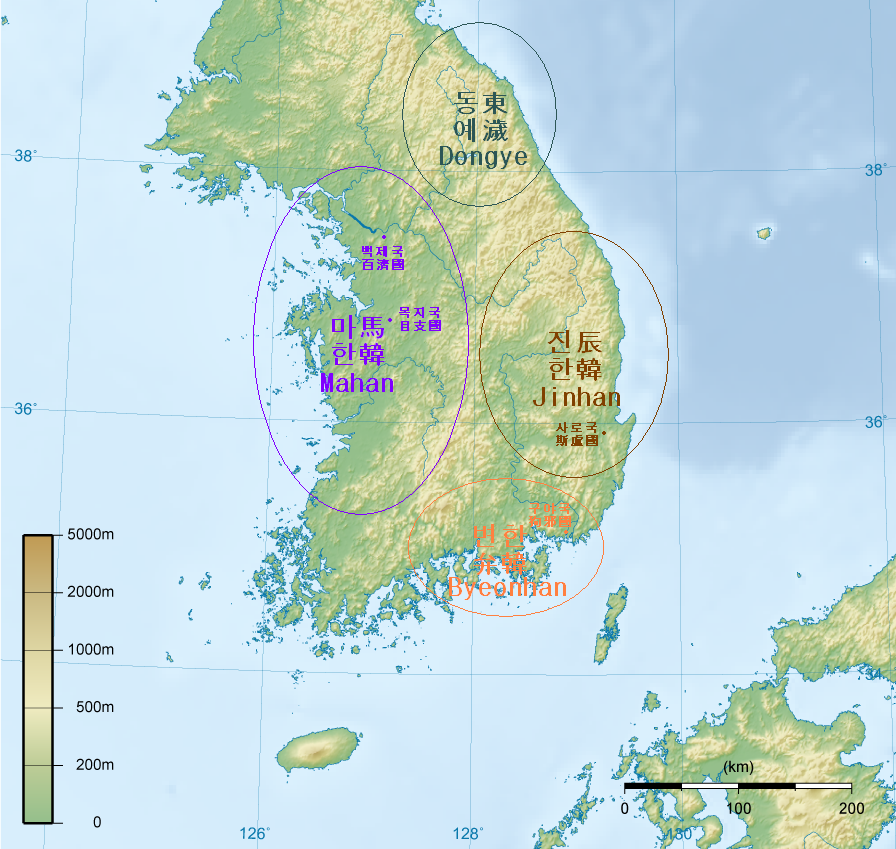
Самхан

Самхан або Три Хан (кит.: 三韓; піньїнь: sānhán, саньхань; кор. 삼한, санкан, «три хан») — узагальнювальна назва конфедерації трьох стародавніх південнокорейських племінних союзів, що мали спільну назву хан:
- Махан
- Чінхан
- Пьонхан.

У 3 столітті перша складалася з 54 міст-держав, а друга і третя по 12 міст-держав кожна. У 4 столітті, у зв'язку зі знищенням китайських командирств Лолан і Дайфан, розпочався об'єднавчий процес всередині цих племінних союзів. Махан створили державу Пекче на базі однойменного міста-держави, чінхан увійшов до складу держави Сілла, а пьонхан — конфедерацію Кая.
У пізніших епохах слово «самхан» використовувалося як метафора для позначення усієї Кореї. Офіційна назва Республіки Корея — Техан мінґук (Велика країна народу хан) також походить від цього слова.